# Edward Przebieracz
Edward Józef Przebieracz (ur. 18 marca 1962 w Kazimierzy Wielkiej) – polski poeta, pisarz, dziennikarz, wydawca, związany z prasą katolicką.

## Życiorys
W 1991 r. ukończył Studium Filozoficzno-Teologiczne Księży Jezuitów w Krakowie, a w 1996 Wydział Teologiczny Katolickiego Uniwersytetu Lubelskiego.
Pracował jako katecheta w szkole podstawowej i średniej. W latach 1992–2009 wydawca i redaktor miesięcznika zadań umysłowych dla dzieci i młodzieży Łamigłówek Religijny. Dyrektor Wydawnictwa św.Macieja Apostoła, od 2009 r. Publikował teksty na tematy religijne w Nowinach Gliwickich oraz w Gwarku wydawanym w Tarnowskich Górach. W katolickim radio Puls FM prowadził kącik poetycki dla początkujących twórców.
Opracował kilkadziesiąt almanachów m.in. poezji religijnej debiutantów Ad maiorem Dei gloriam (1995 i 1996), Dedykacje (2001), Ojcu Świętemu (2003), Żegnamy Ojca Świętego (2005), Żegnamy Jana od biedronki (2006), Moja Matka Maryja (2009), In Memoriam (2010), Krajobraz stworzenia (2010),Jezu ufam Tobie (2011). Opracował też Mini–słownik biograficzny polskich współczesnych poetów religijnych (t. I 1994, t. II 1998, t. III 2002, t. IV 2010). Redaktor wielu książek, m.in. antymagicznej Gdy czarny kot przebiegnie drogę (2009) czy  Koniec świata 2012  (2010).

## Twórczość
Edward Przebieracz jest autorem wierszy i artykułów drukowanych m.in. w czasopismach: Życie Literackie, Gazeta Młodych, Zielony Sztandar, Animator, Angora, Medyk, Gość Niedzielny, Przewodnik Katolicki, Posłaniec Serca Jezusowego, Nasza Droga. Jego wiersze były też publikowane w almanachach i antologiach, m.in.:
- Debiuty literackie (1992),
- A Duch wieje kędy chce (1993),
- Otwórzcie dobroć na co dzień (1994),
- Polska nam Papieża dała (1994-96),
- Krzyż – Drzewo Kwitnące (2002),
- Wieczność nie ma kalendarza. Epigramat w polskiej liryce religijnej (2005);

Wydał też własne tomiki wierszy:
- Wiersze (Świebodzin 1991, exlibrisy: Leszek Frey – Witkowski),
- Prawdziwa sława (Katowice 1995)[3],
- W krainie chleba (Gliwice 2000),
- Perły i wiersze (Tarnowskie Góry 2011, Posłowie: dr Marek Mariusz Tytko, Uniwersytet Jagielloński).

Był uczestnikiem Międzynarodowych Nadnyskich Spotkań Literackich, Zgorzelec: 1997-pokłosie "W dorzeczu nadziei II, Zgorzelec 1997; 1998-pokłosie "W dorzeczu nadziei III, Zgorzelec 1998; 1999-pokłosie "Prezentacje", Zgorzelec 1999.

## Nagrody
Laureat kilkudziesięciu ogólnopolskich i międzynarodowych konkursów poetyckich, m.in.:
- O Pierścień Kingi (Nowa Sól 1992),
- O laur Klemensa Janickiego (Poznań 1995),
- im. Haliny Poświatowskiej (Częstochowa 1995),
- Międzynarodowy Konkurs Poetycki Rzeki – Brzegi – Mosty (Zgorzelec 1998),
- Międzynarodowy Konkurs Poetycki O Herb Prymasa Tysiąclecia (Ludwin 2001)
- Ogólnopolski konkurs poetycki miesięcznika kulturalnego Ex libris 43 (Konstantynów Łódzki 2012)

- Ogólnopolski Konkurs Jednego Wiersza O kałamarz metafor (Sochaczew 2012)